# Frank Perozo
Francisco Ernesto Perozo Balbuena (Santiago de los caballeros, 25 de noviembre de 1977) es un actor, director y productor de cine dominicano.

## Primeros años
Frank Perozo, o Panchy como se le conoce en el mundo artístico, nació en Santiago y se crio en la ciudad de Rio San Juan, en la República Dominicana. Su familia se sitúa en la historia dominicana como una de las fervientes fuerzas opuestas al régimen del dictador Rafael Leónidas Trujillo, por la que fueron en su mayoría perseguidos, torturados, fusilados y exiliados. Es hijo del médico Luis Perozo Alonzo, cirujano con especialidad en ginecología y obstetricia, mientras que su madre Carmen Balbuena es una artista de las artes plásticas de la cual el mismo actor heredó un don especial para la pintura.
Cursó sus estudios básicos en el Colegio La Salle, en donde desde temperana edad mostró actitud para la actuación en actividades escolares.
Perozo inició sus estudios universitarios en la carrera de medicina, pero no concluyó por inclinarse a la actuación, situación que le llevó al descontento de su padre, y de su familia por lo que se vio forzado a buscar la manera de pagar sus estudios con esfuerzo personal.

## Estudios de actuación
Perozo estudió en los Estados Unidos en el reconocido Actors Studio, y según se dice llegó hasta servir a Al Pacino mientras trabajaba como mesero para costear sus estudios. También estudió con Geane Frankel, Bill Balzac y Dean Zayas. 
Según el mismo actor, llegó a vivir con tan solo veinte dólares a la semana a pesar de haber recibido una oferta para trabajar en un banco ganando un sueldo de dos mil dólares, pero lo rechazó para hacer teatro comunitario por lo que recibía tan solo veinte dólares americanos.

## Televisión dominicana
Aunque desde muy temprana edad Perozo dejó clara su inclinación hacia la actuación de cine, siendo un admirador de Marlon Brando, también es cierto que para la época las producciones eran muy escasas en la República Dominicana y a penas podía compensar con papeles en obras de teatro, fue entonces en la televisión dominicana en donde encontró su oportunidad de la mano del destacado cineasta Alfonso Rodríguez, quién le dio la oportunidad en su serie de televisión Ciudad Nueva (2000-2003), en la cual interpretaba el personaje de Eduardo.
Perozo conoció a Alfonso Rodríguez cuando el joven actor asistió a un curso de actuación que ofrecía el cineasta pero al no contar con el apoyo económico de su familia, le pidió al mismo Rodríguez una beca, el cual aceptó con el compromiso de que Perozo recomendara su curso a los interesados en Santiago, al cual asistieron el actor Hemky Madera, y el comunicador Sergio Carlo.
También fue productor de la serie Los Electrolocos, que formaba parte del mismo bloque de entrenamiento de Ciudad Nueva en el Telecentro Canal 13 de la frecuencia abierta dominicana. En el 2004 comenzó a formar parte del elenco del programa de humor Titirimundaty desde Telemicro Canal 5.

## Cine

### Actuación en el cine
Perozo se ha convertido en el actor más destacado de la República Dominicana. Su capacidad histriónica lo sitúan como el intérprete más reconocido del cine del país. En su trayectoria cosecha más de cincuenta películas nacionales e internacionales. Aunque el mismo Perozo ha reconocido abiertamente no ser el que más taquillas logra vender en el país porque ese lugar, según él, corresponde a otros actores dominicanos que son más conocidos en el género de la comedia.
También produjo y dirigió cortometrajes debajo de los rascacielos de Nueva York en su estancia en los Estados Unidos.

### Productor ejecutivo
Posiblemente uno de los puntos más altos en la carrera del actor fue el producir el largometraje «¿Quién Manda?», una película del género comedia romántica que acaparó la atención de la crítica y del público, ópera prima del director Ronni Castillo, en la que además actuó en el personaje principal de Álex, por el cual fue merecedor en el 2014 del Premio Soberano como Mejor actor.
Aunque fue justamente después de esta producción que el actor decidió tomarse un año sábatico, pues, dada a su participación en casi todas las películas rodadas en el país caribeño, tuvo un relativo rechazo por la saturación de su presencia en los filmes en cartelera. Este tiempo lo aprovechó para compartir con su hijo Marco Alejandro, e iniciar un proyecto de la construcción de El Tablón, su residencia de veraneo en Río San Juan, lugar de donde proviene su familia en la costa norte de la República Dominicana. Aunque el actor reconoció en una entrevista que alejarse fue una de las peores decisiones de su carrera.

### Director
En el año 2017 le llegó la oportunidad de dirigir su ópera prima Colao, una comedia romántica protagonizada por el actor Manny Pérez  y la actriz Nashla Bogaert, coprotagonizada por los llamados «Reyes del Humor», en la República Dominicana, los actores Raymond Pozo y Miguel Céspedes. La cinta recibió buena crítica y rompió récords de asistencia en su primer fin de semana, llevando a más de medio millón de asistentes a las salas de cine, un número importante en la isla de diez millones de habitantes.
En octubre de 2018 la productora Bou Group, liderada por el productor José Ramón Alama, anunciaba la segunda película que sería dirigida por Perozo, otra comedia del género romántico que llevaba por título Qué León, protagonizada por el cantante de música urbana Ozuna, junto a la dominicana radicada en Estados Unidos Clarissa Molina, y con Raymond Pozo y Miguel Céspedes. El filme logró romper récords de taquilla al llevar más de 700 mil personas. La película además fue estrenada en más de 100 salas de cine en 30 países.
Qué León, es la primera película dominicana en entrar en el catálogo internacional del servicio de películas por streaming Netflix.

## Dominicana's Got Talent
El actor fue el elegido por la franquicia internacional de Simon Cowell para ser el presentador oficial de la primera edición de Dominicana's Got Talent 2019. En el que los jurados son los actores Raymond Pozo, Milagros Germán, Waddys Jaquez, y Nashla Bogaert, quién además es productora ejecutiva del mismo.

## Premios y reconocimientos como actor
Perozo recibió el galardón a mejor actor en los Premios Casanda (ahora Premios Soberano), la premiación más importante de la República Dominicana.
En el 2011 ganó como Mejor Actor en el Festival de Cine de Guadalupe, por la cinta Miente, del director boricua Rafi Mercado.
En el 2014 fue merecedor de Mejor Actor en los Premios Soberano por su papel de Álex en la película ¿Quién Manda?
En el 2018 el actor recibió una estrella de la fama en el Paseo del Cine de Downtown Center en la ciudad de Santo Domingo.

## Otros reconocimientos
La Alcaldía de la Ciudad de Santiago de los Caballeros reconoció a Frank Perozo el 19 de junio de 2019 con un mural gigante con su figura, en honor a su trayectoria como actor, productor y director de cine. En la misma actividad fueron reconocidos los actores Zoé Saldaña, Juan Fernández y Manny Pérez. El mural está ubicado en la calle Juan Goigo Alix, esquina Jacinto Dumit de esta ciudad.

## Filmografía
| Año           | Título                                  | Personaje             | Director                      |
| ------------- | --------------------------------------- | --------------------- | ----------------------------- |
| 2000-2003     | Ciudad Nueva (Serie de TV)              | Eduardo               | Alfonso Rodríguez             |
| 2000          | Paraíso (Serie de TV)                   | cameo                 | N/A                           |
| 2003          | Sangre de Cuba                          | cameo                 | Juan Gerard                   |
| 2004-presente | Titirimundaty (Programa de Humor de TV) | el mismo              | Bolivar Hidalgo Don Omar      |
| 2004          | Quarter to Ten                          | Max                   | Albert Xavier                 |
| 2004          | Negocios son Negocios                   | El Recomendado        | Jorge de Bernardi             |
| 2005          | The Lost City                           | cameo                 | Andy García                   |
| 2005          | La Fiesta del Chivo                     | René                  | Luis Llosa                    |
| 2005          | La Maldición del Padre Cardona          | Raciel                | Félix Germán                  |
| 2006          | Un Macho de Mujer                       | cameo                 | Alfonso Rodríguez             |
| 2006          | Viajeros                                | Juan                  | Carlos Bidó                   |
| 2006          | Espejismo                               | Junior                | Víctor Ramírez                |
| 2006          | Alguien más                             | Alex                  | Col Spector                   |
| 2006          | La Tragedia Llenas: Un Código 666       | Irving Restrepo       | Elías Acosta                  |
| 2007          | Operación Patakón                       | J. R.                 | Tito Nekerman                 |
| 2007          | Yuniol                                  | Junior                | Alfonso Rodríguez             |
| 2007          | Mi Novia Está... de Madre!              | Andy                  | Archie López                  |
| 2007          | Del Fondo de la Noche                   | Teniente Amado García | Javier Balaguer               |
| 2009          | Miente                                  | Diff                  | Rafi Mercado                  |
| 2009          | 3 al rescate                            | Larry / Juanchi (voz) | Jorge Morillo, Luis Morillo   |
| 2010          | Elite                                   | Yuri                  | Andrés Ramírez                |
| 2010, 2013    | Affaires étrangères (Serie de TV)       | Antonio               | Gabaldi Edouardo Calavina     |
| 2011          | America                                 | Darío                 | Sonia Fritz                   |
| 2011          | La Hija Natural                         | Rubí                  | Leticia Tonos                 |
| 2011          | Jaque Mate                              | Andrés G.             | José María Cabral             |
| 2012          | Feo de Día, Lindo de Noche              | Lorenzo (lindo)       | Alfonso Rodríguez             |
| 2013          | ¿Quién manda?                           | Alex                  | Ronni Castillo                |
| 2013          | Cristo Rey                              | Profesor García       | Leticia Tonos                 |
| 2013          | A Tiro Limpio (cortomentraje)           | Frank                 | Jean Gabriel Guerra           |
| 2013          | Despertar                               | Pascual               | José María Cabral             |
| 2014          | La Extraña                              | Jean Louis            | César Rodríguez               |
| 2014          | Al Sur de la Inocencia                  | Santiago              | Héctor Valdez                 |
| 2014          | On Painted Wings                        | Tato                  | C. Mark DeGaetani             |
| 2015          | Expedición Gloriosa                     | Poncio Pou            | Roddy Pérez                   |
| 2015          | Ladrones                                | Rex                   | Joe Menéndez                  |
| 2016          | Todos los hombres son iguales           | Manolo                | Manuel Gómez Pereira          |
| 2017          | Todas las mujeres son iguales           | Tito / Manolo         | David Maler                   |
| 2017          | Melocotones                             | Frank                 | Héctor Valdez                 |
| 2017          | Las siete muertes                       | Abogado               | Gerardo Herrero               |
| 2018          | Miriam miente                           | Miguel                | Natalia Cabral, Oriol Estrada |
| 2018          | Colao                                   |                       | Director                      |
| 2018          | Trabajo sucio                           | Benito                | David Pagán                   |
| 2018          | Lo que siento por ti                    | Jorge                 | Raúl Camilo                   |
| 2018          | La isla rota                            |                       | Félix Germán                  |
| 2018          | Que León                                | Sacerdote             | Frank Perozo                  |
| 2019          | Sol y Luna                              | Javier                | Pinky Pintor                  |
| 2019          | Los Leones                              | Sacerdote             | Frank Perozo                  |
| 2021          | No es lo que parece                     | Juan 'Juanma' Manuel  | David Maler                   |
| 2023          | Cuarencena                              | El Chompi             | David Maler                   |